# Avakpa
Avakpa är ett arrondissement i kommunen Allada i Benin. Den hade 3 987 invånare år 2002.